# Zanimanje
Zanimanje je skup poslova i radnih zadaća (radnih mjesta) koji su svojim sadržajem i vrstom organizacijski i tehnološki toliko srodni i međusobno povezani da ih obavlja jedan izvršitelj koji posjeduje odgovarajuća znanja, sposobnosti i vještine.
U državnoj statistici zanimanje podrazumijeva posao (radno mjesto) što ga obavlja osoba radi stjecanja sredstava za život.
Posao (radno mjesto) definira se kao skup radnih zadaća koje izvršava jedna osoba. Podaci o organizacijski i tehnološki srodnim poslovima odnosno radnim mjestima skupljaju se u zanimanja. Poslovi mogu biti više ili manje složeni. Za pojedine poslove u iskazivanju podataka vezanih uz zanimanja mogu se odrediti operativne definicije.
Zanimanja nezaposlenih osoba određuju se prema poslovima koje su obavljali prije nastanka nezaposlenosti, odnosno prema osposobljenosti za rad. Zanimanja nezaposlenih osoba bez radnog iskustva iskazuju se kao osposobljenost za rad, kao zvanje.
Prema poslovima koje osoba obavlja ili je obavljala, odnosno za koje se osposobljava, može se utvrditi sadašnje, prošlo ili buduće zanimanje.

## Nacionalna klasifikacija zanimanja
Nacionalna klasifikacija zanimanja sredstvo je za sustavno prikupljanje, obradu i prikazivanje informacija o zanimanjima, ona osigurava jednoznačnu komunikaciju korisnika rezultata s nositeljima upotrebe, a njima komunikaciju s davateljima podataka.
Kao nacionalni (statistički) standard Nacionalne klasifikacije zanimanja u primjeni objedinjuje potrebe svih korisnika, bilo da se radi o interesu za podatke pojedinačnih zanimanja ili o korisnicima skupnih podataka. Nacionalna klasifikacija zanimanja kao statistički standard nije osnova za utvrđivanje prava i obveza pravnih i fizičkih osoba.
Nacionalna klasifikacija zanimanja potom je višenamjensko, međunarodno usklađeno sredstvo prikladno za upotrebu u službi zapošljavanja, sustavu obrazovanja, profesionalnoj orijentaciji i slično, te u državnoj statistici, ostalim statističkim istraživanjima, znanosti itd. Međunarodna je usporedivost osigurana pridržavanjem načela i sustava Međunarodne standardne klasifikacije zanimanja (ISCO-88), odnosno njezine europske inačice (ISCO-88 COM).
Za razliku od klasifikacije djelatnosti Europske unije NACE Rev.1, za čije je uvođenje određen zakonski postupak, za uvođenje ISCO-88, Međunarodne standardne klasifikacije zanimanja takva odredba nije donesena, nego je dana obvezna preporuka da će "U prikupljanju i statističkoj obradi razvrstavanja po zanimanjima, ... svaka zemlja osigurati mogućnost prenošenja u sustav ISCO-88, i time omogućiti međunarodnu razmjenu informacija o zanimanjima".
Kako u Hrvatskoj nije postojala odgovarajuća klasifikacija koja bi zadovoljila sve korisnike, izrađena je nova Nacionalna klasifikacija zanimanja (1998. godine), čija je upotreba obvezna norma. Državni zavod za statistiku primjenjuje Nacionalnu klasifikacija zanimanja u svojem djelovanju kao i tijela državne uprave kad djeluju prema Programu statističkih istraživanja, koji donosi Hrvatski državni sabor. Hrvatski zavod za zapošljavanje kao nositelj posla Strukovne skupine primjenjuje Nacionalnu klasifikaciju zanimanja u svom djelovanju, zbog kvalitete klasifikacije i mogućnosti uspoređivanja podataka. Poslovni subjekti u komuniciranju s oba spomenuta zavoda, obvezni su upotrebljavati Nacionalna klasifikaciju zanimanja. 
Na temelju Nacionalne klasifikacije zanimanja (»Narodne novine«, br. 111/98.) i na temelju Nacionalne politike za promicanje ravnopravnosti spolova 2006. – 2010. (»Narodne novine«, br. 114/06.) kojom je u cilju postizanja jednakih mogućnosti zapošljavanja žena određena mjera da se zanimanja na svim razinama klasifikacije zanimanja iskažu ženskom i muškom inačicom naziva, Državni zavod za statistiku kao nositelj izvršenja ove mjere objavio je Nacionalnu klasifikaciju zanimanja s nazivima u muškom i ženskom rodu.
U izradi Nacionalne klasifikacije zanimanja s nazivima u muškom i ženskom rodu uz Državni zavod za statistiku sudjelovali su Institut za hrvatski jezik i jezikoslovlje i Hrvatski zavod za zapošljavanje. Nacionalna klasifikacija zanimanja s nazivima u muškom i ženskom rodu sadrži sva pojedinačna zanimanja, njihove skupine, podvrste, vrste i rodove kojima pripadaju.

## Naziv zanimanja
Naziv zanimanja odnosi se na pojam koji je određen definicijom i mjestom u sustavu nazivlja pojmova. U Nacionalnoj klasifikaciji zanimanja ono je definirano opisom skupine zanimanja a skupina je sastavljena od srodnih zanimanja (tesari i građevinski stolari) ili zanimanja bliskih prema tehnologijama (diplomirani inženjeri rudarstva i metalurgije). Jedan naziv može se upotrijebiti samo za jedno zanimanje - u Nacionalnoj klasifikaciji zanimanja ne pojavljuju se dva ista naziva zanimanja. Naziv zanimanja određuje se prema
- vrsti posla, odnosno prema sadržaju rada u zanimanju (pletač košara...),
- prema složenosti zanimanja (diplomirani ekonomist za ...),
- prema rezultatu rada (ribar),
- prema mjestu obavljanja posla (skladištar, vrtlarski radnik),
- prema sredstvima rada (rukovatelj strojem...) i slično.

Naziv ima ključnu riječ koja određuje zanimanje (inženjer) i jednu ili više kvalifikatorskih oznaka koje ga točnije određuju (strojarski inženjer konstruktor). Stručnjaci za hrvatski jezik smatraju da su nazivi s tri ili više oznaka problematični, ali zahtjev za ograničenjem broja oznaka kod nekih zanimanja nije ostvaren.
U utvrđivanju nazivlja zanimanja u pojedinim rodovima nastojalo se dati ključne riječi ili njihove oznake tako da omoguće lakše šifriranje zanimanja. Na primjer, zanimanja direktora u gospodarstvu imaju naziv direktor. Naziv menadžer nije upotrebljavan jer u engleskom govornom području te dvije riječi imaju isto značenje. U nas je udomaćena riječ direktor pa nije odlučeno za uvođenje još jedne tuđice. U ustanovama i tijelima državne uprave zanimanja direktora zovu se ravnateljima.

## Položaj u zaposlenju
Položaj u zaposlenju nije ugrađen u Nacionalnu klasifikaciju zanimanja i nije odlučujući čimbenik za utvrđivanje zanimanja. Položaj u zaposlenju odnosi se na položaj ekonomski aktivne osobe u odnosu na zaposlenje, tj. je li zaposlena (ili je bila zaposlena, ako je bez posla) kao poslodavac, radnik za vlastiti račun, zaposlenik ili neplaćeni član obielji, u razdoblju promatranja koje je određeno za podatke o ekonomskim obilježjima. Vlasnik tvrtke koji u njoj obavlja poslove direktora po zanimanju je direktor kao i onaj koji nije vlasnik tvrtke, a obavlja poslove direktora.
Poslodavac je osoba koja upravlja vlastitim poslovnim subjektom ili se nezavisno bavi nekim zanimanjem i zapošljava jednog ili više zaposlenika.
Radnik za vlastiti račun jest osoba koja ima vlastiti poslovni subjekt ili se neovisno bavi zanimanjem i ne zapošljava zaposlenike.
Zaposlenik je osoba koja radi za poslodavca u javnom ili privatnom sektoru i prima naknadu u obliku nadnice, plaće, provizije, napojnice, isplate prema učinku ili u naturi.
Neplaćeni obiteljski radnik obično je osoba koja radi bez plaće u poslovnom subjektu u vlasništvu srodnika s kojim može, ali i ne mora, živjeti u istom kućanstvu. 

## Vojna zanimanja
Pripadnici oružanih snaga su osobe koje trenutačno služe u oružanim snagama, uključujući i pomoćne službe, bilo dobrovoljno ili prema zakonskoj obvezi, a nisu slobodni prihvatiti civilno zaposlenje. Tu su uključeni redovni pripadnici kopnene vojske, mornarice, zrakoplovstva i ostalih vojnih službi, kao i vojni obveznici unovačeni u vojnu obuku ili ostale službe za određeno razdoblje. Isključene su osobe zaposlene u državnim ustanovama koje se bave pitanjima obrane; policija (osim vojne policije) i pripadnici graničnih i drugih naoružanih građanskih službi; pripadnici vojne pričuve koji trenutačno nisu u aktivnoj službi, ili ako su temeljem zakona na kraće vrijeme pozvani na vojnu obuku ili doškolovanje. Razina složenosti ne iskazuje se kod zanimanja ovog roda. 

## Primjeri zanimanja
Primjeri zanimanja: učitelj, kemičar, doktor medicine, odvjetnik, vatrogasac, policajac, znanstvenik, sladoledar, poljoprivredni gospodarstvenik, menadžer, statističar, umjetnik, glazbenik, slikar, kipar, konobar, kuhar, domaćice i slična zanimanja, programer, pisac, informacijski stručnjak, vojnik/vojnikinja, pučki pravobranitelj/pučka pravobraniteljica, demograf/demografkinja, aktuar/aktuarica, andragog/andragoginja, pečenjar/pečenjarica, pisac tekstova za pjesme, itd.